# Siddhaśram
Siddhaśram (dewanagari सिद्धाश्रम trl. Siddhāśram, ang. Siddhashrama) – legendarny hinduistyczny aśram (pustelnia), który zgodnie z tradycją, położony jest w szerzej nieznanym ogółowi miejscu w Himalajach, gdzie wielcy jogini, sadhu i natchnieni mędrcy (ryszi), prowadzą życie siddhów. Przez Tybetańczyków miejsce to jest czczone, jako mityczna Szambala. Ramajana, Mahabharata i Purany wspominają Siddhashram jako pustelnię mahasidhów.

## Ramajana
W Ramajanie mędrzec Wiśwamitra (dewanagari विश्वामित्र, trl. Vishwāmitra, ang. Vishvamitra) zabiera młodego Ramę i jego brata Lakszmanę do Siddhaśramu, aby zabili demony, które zakłócają spokój jego i innych ascetów przebywających w Siddhaśramie. Bracia zachwyceni pięknem Siddhaśramu proszą Wiśwamitrę, aby opowiedział im historię tego miejsca. Wiśwamitra opowiada im o czasach, kiedy Siddhaśram był pustelnią Wisznu, który pojawił się na ziemi pod postacią karła (awatar Wamana), aby pokonać króla demonów Bali i wykorzenić zło na ziemi. Wiśwamitra sugeruje Ramie, że on powinien postąpić tak samo będąc kolejną inkarnacją Wisznu.

## Naradapurana
W Naradapuranie (Purwa, 1.25), Siddhaśram jest wymieniony jako pustelnia mędrca Suty (Ugrasrawy)